# Paroedura lohatsara
Paroedura lohatsara là một loài thằn lằn trong họ Gekkonidae. Loài này được Glaw, Vences & Schmidt mô tả khoa học đầu tiên năm 2001.

## Hình ảnh

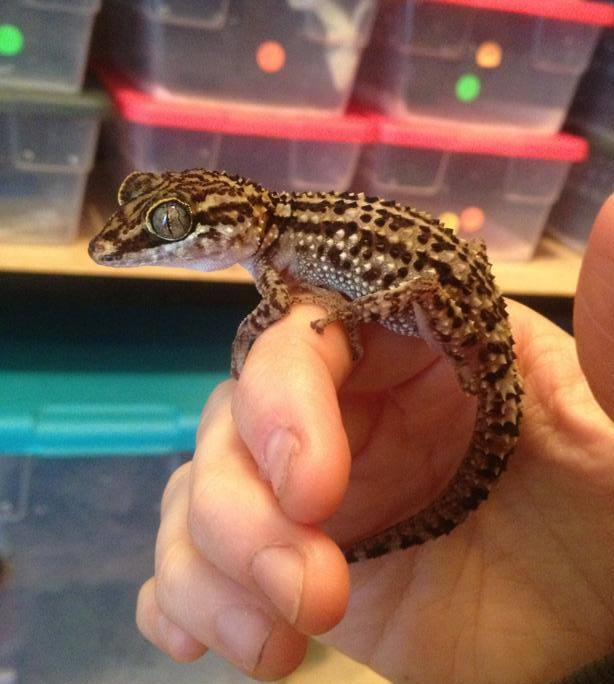